# Parroquia de Mánchester
La Parroquia de Mánchester (en inglés: Manchester Parish) es una de las catorce parroquias que forman la organización territorial de Jamaica, se localiza dentro del condado de Middlesex.

## Demografía
La superficie de esta división administrativa abarca una extensión de territorio de unos ochocientos treinta kilómetros cuadrados. La población de esta parroquia se encuentra compuesta por un total de 190.000 personas (según las cifras que arrojaron el censo llevado a cabo en el año 2001). Mientras que su densidad poblacional es de unos veintinueve habitantes por cada kilómetro cuadrado aproximadamente.